# Stopanska rijeka
Stopanski – označavan i kao Stopanski potok  i  Stopanska rijeka   – je desna pritoka Vrbanje u Općini Kotor-Varoš, Bosna i Hercegovina.  Izvire sjeveroistočno od sela Stopan, iz potočića Subanj (1100 m) i vrela Pecana,  na nadmorskoj visini od   1000 m, između uzvisina Pirevište (sjeverozapad, 1042 m) i Lepenica (jugoistok, 1016 m).
U gornjem toku nosi ime Burča, po istoimenom selu na sjeveru, a kroz koje protiče Buračka rijeka. Geografski i narodni naziv Stopanska rijeka nosi od tjesnaca ispod jednog od vrhova Lepenice (807 m). Kao Burča teče u pravcu sjeveroistok – jugozapad, a kao Stopanska rijeka skreće na sjeverozapad sve do ispod Stopana, gdje pravi luk prema jugozapadu i ulijeva se u Vrbanju na njenoj velikoj krvini kod sela Todorovići , na nadmorskoj visini od 460 m.
Još do 1960-ih godina na Stopanskoj rijeci i njenim potocims-pritokama radilo je 12 vodenica.

## Literatura
1. ↑  Google map  Архивирано на веб-сајту  (5. септембар 2019) Prisupljeno 5. septembra 2019.
2. ↑  KartaBiH  prisupljeno 5. Septembra 2019.
3. ↑  Vojnogeografski institut (1962): Mapa Šipraga 1:25.000, izohipse na 10 m.